# بيتر ألفرد سوتون
بيتر ألفرد سوتون هو كاهن كاثوليكي كندي، ولد في 18 أكتوبر 1934 في شاندلر في كندا، وتوفي في 5 سبتمبر 2015.